# Carl Julius Spindler
Carl Julius Spindler (Spitzname Kaalinnguaq „Carlchen“; * 11. Februar 1838 in Einsiedel; † 23. November 1918 in Kleinwelka) war ein deutscher Grönland-Missionar und Dichter.

## Leben
Carl Julius Spindler wurde als Sohn des Zimmermanns Karl Gottlieb Spindler in der Nähe von Chemnitz geboren. Er wuchs in wohlhabenden Verhältnissen auf. In seiner Kindheit und Jugend wurde er mehrfach von schweren Krankheiten getroffen, an denen er zu sterben drohte. Er genas jedoch, was seinen Glauben an Gott stärkte. Er durchlief eine Lehre als Sattler und reiste anschließend 1855 auf Wanderschaft umher. Im darauffolgenden Jahr kam er in Dresden in Kontakt mit der Herrnhuter Brüdergemeine, der er sich 1857 anschloss. Fünf Jahre lang arbeitete er als Lehrer für die Brüdergemeine.
1864 wurde er zum Missionar ordiniert und nach Grönland gesandt. Anfangs nur widerwillig reiste er am 20. April in Kopenhagen ab und erreichte Nuuk am 1. Juni. Von dort aus reiste er nach Süden und erreichte am 30. August Friedrichsthal, wo er dienen sollte.
Spindler zeigte in Grönland großes Interesse an Sprache, Volk und Kultur. Direkt nach seiner Ankunft begann er seine Umgebung zu malen und zu zeichnen. Er erlernte schnell die grönländische Sprache und fing an, grönländische Kirchenlieder zu schreiben. 1868 wurde er nach Lichtenau (Alluitsoq) versetzt. Im Sommer 1869 wurde er dort per Losentscheid mit der etwa zehn Jahre jüngeren aus Königsfeld stammenden Caroline Louise Bindschedler verheiratet. 1871 ließ er in Lichtenau die Kirche bauen. 1873 versetzte man ihn nach Neu Herrnhut, wo er sich um die Restaurierung des Missionsgebäudes kümmerte. Dort bekam das Paar die drei Kinder Amalie Margarethe (* 1875), Helene Louise (* 1880) und Carl Traugott (* 1883). Eine Zeitlang war er auch an der Außenstation in Uummannaq stationiert.
Josva Kleist und andere Zeitgenossen schrieben und erzählten über Spindler, dass er ein begnadeter Kajakfahrer war, mit der Harpune etc. umgehen konnte, die Eskimorolle beherrschte und selbst im Winter mit auf die Robbenjagd kam. Spindler gefiel es an der Missionsstation in Friedrichsthal am besten, während er Neu Herrnhut für langweilig hielt.
Nach Todesfällen in der Familie und einer erneuten Erkrankung Spindlers sowie seiner Frau kehrte er 1888 nach Deutschland zurück. Dort beschäftigte er sich weiterhin mit Grönland: Er übersetzte Kirchenlieder, einen Katechismus und eine Bibelgeschichte ins Grönländische und verfasste ein deutsch-grönländisches Wörterbuch. Zudem schrieb er eine Autobiografie, die später ins Dänische und von dort aus von Otto Rosing ins Grönländische übersetzt wurde.
1908 starb seine Frau und zehn Jahre darauf auch Carl Julius Spindler im Alter von 80 Jahren in Kleinwelka bei Bautzen.

## Dichterisches Werk
1876 veröffentlichte Spindler ein Gesangbuch mit 105 Liedern, von denen er selbst 101 geschrieben hatte, während vier von Samuel Kleinschmidt verfasst worden waren, dem Begründer des modernen Grönländisch als Schriftsprache. Carl Spindler und Rasmus Berthelsen gelten als die namhaftesten grönländischen Kirchenlieddichter dieser Zeit. Otto Rosing schrieb, dass kein Europäer jemals besser die grönländische Denkweise verstanden habe als Spindler, nicht einmal Samuel Kleinschmidt, und dass Spindlers Sprachgebrauch so echt grönländisch gewesen sei, dass kein Europäer ihn hätte übertreffen können. Von seinen Kirchenliedern wurden 69 in das offizielle grönländische Gesangbuch aufgenommen. 
Seine Gedichte waren geprägt von festem Glauben und reicher Lebenserfahrung. Bekannt ist er auch für ein Gedicht über K'âjarnaĸ, der unter dem Namen Samuel der erste von den Herrnhutern getaufte Grönländer war.
Spindlers Gedichte, in denen seine Faszination mit der Größe und Schönheit Grönlands zum Ausdruck kommt, erweckten bei den Grönländern ein erstes Nationalbewusstsein. Spindlers Werk inspirierte auch stark den Dichter Henrik Lund.

## Werke (Auswahl)
- 1876: Eríniugkat nûtigdlit 105, tamalânik imagdlit, ilíniarfingne igdlunilo atortugssat („105 Lieder mit Noten, mit etwas von jedem, zu gebrauchen in Schulen und daheim“), Stolpen 1876
- 1891: Kajarnaĸ – ein grönländisches Gedicht. Missionsverwaltung der Brüdergemeine, Herrnhut 1891 (Digitalisat)